# ووکوویتس (استان اشوی‌داشکسیه)
ووکوویتس (به لهستانی: Łukowiec) یک منطقهٔ مسکونی در لهستان است که در گمینا کوپژونگتسا واقع شده‌است. ووکوویتس ۳۰۰ نفر جمعیت دارد.